# Rompetrol Logistics
Rompetrol Logistics este compania de transport din cadrul grupului Rompetrol.
A fost înființată în anul 2001 în scopul reducerii costurilor de transport și operare pentru celelalte firme din grupul Rompetrol.
În anul 2007, activitatea de vânzare a gazului petrolier lichefiat (LPG) a fost transferată catre o companie nou înființată în cadrul grupului, Rompetrol Gas.
În anul 2006, compania a realizat o cifră de afaceri de 63 de milioane de euro, din care aproximativ 32 de milioane au provenit din LPG, iar 31 de milioane de euro au venit din transporturi rutiere, feroviare și servicii.
Număr de angajați în 2005: 370
Cifra de afaceri în 2005: 45,4 milioane euro